# 2014-es madridi műugró-Grand Prix-verseny
A Nemzetközi Úszószövetség (FINA) 2014-ben a 20. alkalommal rendezte meg február 14. és február 16. között a műugró-Grand Prix-versenysorozatot, melynek első állomása a spanyol főváros, Madrid volt.

## Eredmények

### Éremtáblázat
| #        | nemzet        | arany | ezüst | bronz | összesen |
| 1        | Kína          | 6     | 3     | 2     | 12       |
| 2        | Ausztrália    | 2     | 2     | 1     | 5        |
| 3        | Mexikó        | 0     | 2     | 2     | 4        |
| 4        | Spanyolország | 0     | 1     | 0     | 1        |
| 5        | Hollandia     | 0     | 0     | 1     | 1        |
| 5        | Norvégia      | 0     | 0     | 1     | 1        |
| összesen | összesen      | 8     | 8     | 8     | 24       |

### Éremszerzők
| versenyszám   | arany                            | ezüst                              | bronz                                          |
| férfiak       |                                  |                                    |                                                |
| 3 m           | Li Si-hszin                      | Javier Illana                      | Szun Cse-ji                                    |
| 3 m szinkron  | Li Si-hszin / Szun Cse-ji        | Grand Nel / Matthew Mitcham        | Jonathan Ruvalcaba / Carlos Moreno Arellano    |
| 10 m          | Csen Aj-szen                     | Diego Balleza                      | Huo Liang                                      |
| 10 m szinkron | Csen Aj-szen / Jang Csien        | Jonathan Ruvalcaba / Diego Balleza | Daniel Jensen / Filip Devor                    |
| nők           |                                  |                                    |                                                |
| 3 m           | Maddison Keeney                  | Csü Lin                            | Vu Csun-ting                                   |
| 3 m szinkron  | Anabelle Smith / Maddison Keeney | Csü Lin / Cseng Csü-lin            | Uschi Freitag / Inge Jansen                    |
| 10 m          | Zsen Csien                       | Lien Csie                          | Rachel Bugg                                    |
| 10 m szinkron | Zsen Csien / Csi Si-jü           | Melissa Wu / Rachel Bugg           | Carolina Mendoza / Alejandra Estrella Madrigal |

## A versenyen részt vevő nemzetek
A Grand Prix-n 19 nemzet 72 sportolója vett részt, az alábbi megbontásban:
| Részt vevő nemzetek férfi / nő megbontásban | Részt vevő nemzetek férfi / nő megbontásban | Részt vevő nemzetek férfi / nő megbontásban | Részt vevő nemzetek férfi / nő megbontásban | Részt vevő nemzetek férfi / nő megbontásban | Részt vevő nemzetek férfi / nő megbontásban | Részt vevő nemzetek férfi / nő megbontásban | Részt vevő nemzetek férfi / nő megbontásban | Részt vevő nemzetek férfi / nő megbontásban |
| ------------------------------------------- | ------------------------------------------- | ------------------------------------------- | ------------------------------------------- | ------------------------------------------- | ------------------------------------------- | ------------------------------------------- | ------------------------------------------- | ------------------------------------------- |
| nemzet                                      | F                                           | N                                           | nemzet                                      | F                                           | N                                           | nemzet                                      | F                                           | N                                           |
| Ausztria                                    | 2                                           | 0                                           | Kanada                                      | 3                                           | 1                                           | Oroszország                                 | 3                                           | 0                                           |
| Ausztrália                                  | 2                                           | 4                                           | Kína                                        | 5                                           | 6                                           | Spanyolország                               | 3                                           | 2                                           |
| Brazília                                    | 1                                           | 0                                           | Lengyelország                               | 2                                           | 0                                           | Svájc                                       | 2                                           | 1                                           |
| Egyesült Királyság                          | 1                                           | 2                                           | Mexikó                                      | 4                                           | 4                                           | Svédország                                  | 2                                           | 1                                           |
| Grúzia                                      | 1                                           | 1                                           | Norvégia                                    | 3                                           | 0                                           | Új-Zéland                                   | 1                                           | 0                                           |
| Hollandia                                   | 3                                           | 2                                           | Olaszország                                 | 3                                           | 1                                           | Ukrajna                                     | 2                                           | 3                                           |
| Jamaica                                     | 1                                           | 0                                           |                                             |                                             |                                             |                                             |                                             |                                             |

F = férfi, N = nő

## Versenyszámok

### Férfiak

#### 3 méteres műugrás
| #  | Ország             | Név                     | Selejtező | Selejtező | Középdöntő | Középdöntő | Középdöntő | Középdöntő | Döntő   | Döntő  |
| #  | Ország             | Név                     | Selejtező | Selejtező | A          | A          | B          | B          | Döntő   | Döntő  |
| #  | Ország             | Név                     | Rangsor   | Pontok    | Rangsor    | Pontok     | Rangsor    | Pontok     | Rangsor | Pontok |
| -- | ------------------ | ----------------------- | --------- | --------- | ---------- | ---------- | ---------- | ---------- | ------- | ------ |
|    | Kína               | Li Si-hszin             | 1         | 443,10    |            |            | 2          | 439,75     | 1       | 502,55 |
|    | Spanyolország      | Javier Illana           | 3         | 415,30    |            |            | 1          | 453,20     | 2       | 472,90 |
|    | Kína               | Szun Cse-ji             | 2         | 424,55    | 1          | 466,35     |            |            | 3       | 472,30 |
| 4  | Olaszország        | Michele Beneditti       | 8         | 378,50    | 3          | 412,50     |            |            | 4       | 436,05 |
| 5  | Ukrajna            | Oleg Kologyij           | 11        | 374,10    |            |            | 3          | 413,20     | 5       | 417,10 |
| 6  | Mexikó             | Julián Sánchez Gallegos | 6         | 385,00    | 2          | 61,45      |            |            | 6       | 383,90 |
|    |                    |                         |           |           |            |            |            |            |         |        |
| 7  | Ausztrália         | Grand Nel               | 5         | 392,05    |            |            | 4          | 411,45     |         |        |
| 8  | Ausztrália         | Matthew Mitcham         | 4         | 395,35    | 4          | 405,20     |            |            |         |        |
| 9  | Brazília           | Cesar Castro            | 12        | 369,75    | 5          | 403,10     |            |            |         |        |
| 10 | Oroszország        | Ilja Molcsanov          | 9         | 375,40    |            |            | 5          | 382,75     |         |        |
| 11 | Hollandia          | Yorick de Bruijn        | 7         | 382,35    |            |            | 6          | 381,85     |         |        |
| 12 | Spanyolország      | Alberto Arévalo Alcón   | 10        | 375,10    | 6          | 380,50     |            |            |         |        |
|    |                    |                         |           |           |            |            |            |            |         |        |
| 13 | Jamaica            | Yona Knight-Wisdom      | 13        | 364,80    |            |            |            |            |         |        |
| 14 | Grúzia             | Chola Chanturia         | 14        | 359,30    |            |            |            |            |         |        |
| 15 | Svédország         | Vinko Paradzik          | 15        | 356,50    |            |            |            |            |         |        |
| 16 | Svédország         | Jesper Tolvers          | 16        | 350,80    |            |            |            |            |         |        |
| 17 | Lengyelország      | Andrzej Rzeszutek       | 17        | 350,10    |            |            |            |            |         |        |
| 18 | Mexikó             | Jonathan Ruvalcaba      | 18        | 347,05    |            |            |            |            |         |        |
| 19 | Kanada             | Nicholas Beaupre        | 19        | 346,85    |            |            |            |            |         |        |
| 20 | Új-Zéland          | Liam Stone              | 20        | 346,65    |            |            |            |            |         |        |
| 21 | Kanada             | Marc Sabourin-Germain   | 21        | 345,60    |            |            |            |            |         |        |
| 22 | Svájc              | Guillaume Dutoit        | 22        | 342,50    |            |            |            |            |         |        |
| 23 | Olaszország        | Tommaso Rinaldi         | 23        | 342,25    |            |            |            |            |         |        |
| 24 | Spanyolország      | Nicolás García Boissier | 24        | 339,30    |            |            |            |            |         |        |
| 25 | Hollandia          | Joey van Etten          | 25        | 324,55    |            |            |            |            |         |        |
| 26 | Norvégia           | Espen Valhelm           | 26        | 317,65    |            |            |            |            |         |        |
| 27 | Norvégia           | Daniel Jensen           | 27        | 316,75    |            |            |            |            |         |        |
| 28 | Lengyelország      | Kacper Lelsak           | 28        | 312,55    |            |            |            |            |         |        |
| 29 | Ausztria           | Fabian Brandl           | 29        | 306,90    |            |            |            |            |         |        |
| 30 | Egyesült Királyság | James Heatly            | 30        | 300,95    |            |            |            |            |         |        |
| 31 | Ausztria           | Florian Rott            | 31        | 216,15    |            |            |            |            |         |        |
| 32 | Svájc              | Matthias Appenzeller    | 32        | 215,55    |            |            |            |            |         |        |
| 33 | Oroszország        | Artyom Bezgyenyezsnyih  | VL        | VL        |            |            |            |            |         |        |

#### 3 méteres szinkronugrás
| # | Ország        | Név                                         | Pontok |
| - | ------------- | ------------------------------------------- | ------ |
|   | Kína          | Li Si-hszin / Szun Cse-ji                   | 432,15 |
|   | Ausztrália    | Grand Nel / Matthew Mitcham                 | 395,49 |
|   | Mexikó        | Jonathan Ruvalcaba / Carlos Moreno Arellano | 381,99 |
| 4 | Lengyelország | Andrzej Rzeszutek / Kacper Leisak           | 365,34 |
| 5 | Norvégia      | Daniel Jensen / Filip Devor                 | 353,76 |
| 6 | Oroszország   | Jegor Galperin / Ilja Molcsanov             | 338,34 |
| 7 | Hollandia     | Joey van Etten / Thijs Jansman              | 320,61 |

#### 10 méteres toronyugrás
| #  | Ország      | Név                | Selejtező | Selejtező | Középdöntő | Középdöntő | Középdöntő | Középdöntő | Döntő   | Döntő  |
| #  | Ország      | Név                | Selejtező | Selejtező | A          | A          | B          | B          | Döntő   | Döntő  |
| #  | Ország      | Név                | Rangsor   | Pontok    | Rangsor    | Pontok     | Rangsor    | Pontok     | Rangsor | Pontok |
| -- | ----------- | ------------------ | --------- | --------- | ---------- | ---------- | ---------- | ---------- | ------- | ------ |
|    | Kína        | Csen Aj-szen       | 1         | 510,35    |            |            | 1          | 521,05     | 1       | 527,25 |
|    | Mexikó      | Diego Balleza      | 10        | 322,45    | 2          | 410,55     |            |            | 2       | 473,60 |
|    | Kína        | Huo Liang          | 3         | 415,35    |            |            | 2          | 461,10     | 3       | 455,70 |
| 4  | Mexikó      | Jonathan Ruvalcaba | 5         | 371,70    |            |            | 3          | 393,65     | 4       | 436,40 |
| 5  | Ausztrália  | Matthew Mitcham    | 2         | 428,40    | 1          | 427,20     |            |            | 5       | 398,20 |
| 6  | Kanada      | Tyler Roberge      | 12        | 285,45    | 3          | 344,50     |            |            | 6       | 376,35 |
|    |             |                    |           |           |            |            |            |            |         |        |
| 7  | Oroszország | Jegor Galperin     | 9         | 358,50    |            |            | 4          | 367,25     |         |        |
| 8  | Ukrajna     | Makszim Dogov      | 11        | 315,40    |            |            | 5          | 360,30     |         |        |
| 9  | Norvégia    | Daniel Jensen      | 6         | 369,75    | 4          | 341,00     |            |            |         |        |
| 10 | Norvégia    | Espen Valheim      | 4         | 376,70    | 5          | 332,60     |            |            |         |        |
| 11 | Svédország  | Jesper Tolvers     | 7         | 359,55    |            |            | 6          | 323,00     |         |        |
| 12 | Olaszország | Maicol Verzotto    | 7         | 359,55    | 6          | 289,00     |            |            |         |        |

#### 10 méteres szinkronugrás
| # | Ország   | Név                                | Pontok |
| - | -------- | ---------------------------------- | ------ |
|   | Kína     | Csen Aj-szen / Jang Csien          | 463,59 |
|   | Mexikó   | Jonathan Ruvalcaba / Diego Balleza | 369,30 |
|   | Norvégia | Daniel Jensen / Filip Devor        | 351,72 |

### Nők

#### 3 méteres műugrás
| #  | Ország             | Név                   | Selejtező | Selejtező | Középdöntő | Középdöntő | Középdöntő | Középdöntő | Döntő   | Döntő  |
| #  | Ország             | Név                   | Selejtező | Selejtező | A          | A          | B          | B          | Döntő   | Döntő  |
| #  | Ország             | Név                   | Rangsor   | Pontok    | Rangsor    | Pontok     | Rangsor    | Pontok     | Rangsor | Pontok |
| -- | ------------------ | --------------------- | --------- | --------- | ---------- | ---------- | ---------- | ---------- | ------- | ------ |
|    | Ausztrália         | Maddison Keeney       | 2         | 292,65    | 1          | 318,80     |            |            | 1       | 321,55 |
|    | Kína               | Csü Lin               | 4         | 285,30    | 2          | 314,10     |            |            | 2       | 320,20 |
|    | Kína               | Vu Csun-ting          | 1         | 315,60    |            |            | 1          | 332,10     | 3       | 311,15 |
| 4  | Hollandia          | Uschi Freitag         | 7         | 271,75    |            |            | 2          | 300,40     | 4       | 304,85 |
| 5  | Ausztrália         | Anabelle Smith        | 6         | 276,55    | 3          | 306,60     |            |            | 5       | 283,70 |
| 6  | Mexikó             | Vianey Hernández      | 3         | 287,30    |            |            | 3          | 294,40     | 6       | 266,40 |
|    |                    |                       |           |           |            |            |            |            |         |        |
| 7  | Hollandia          | Inge Jansen           | 5         | 281,40    |            |            | 4          | 290,70     |         |        |
| 8  | Ukrajna            | Viktoria Kesar        | 8         | 267,45    | 4          | 285,40     |            |            |         |        |
| 9  | Spanyolország      | Rocío Velázquez Rodan | 12        | 217,80    | 5          | 272,10     |            |            |         |        |
| 10 | Egyesült Királyság | Grace Reid            | 9         | 258,15    |            |            | 5          | 269,25     |         |        |
| 11 | Mexikó             | Daniela Ramírez       | 11        | 228,55    |            |            | 6          | 247,50     |         |        |
| 12 | Svájc              | Jessica Favre         | 10        | 243,90    | 6          | 233,60     |            |            |         |        |
|    |                    |                       |           |           |            |            |            |            |         |        |
| 13 | Spanyolország      | Elisa Casado Suela    | 13        | 206,30    |            |            |            |            |         |        |
| 14 | Svédország         | Johanna Johansson     | 14        | 171,65    |            |            |            |            |         |        |
| 15 | Grúzia             | Tamar Sitchinava      | VL        | VL        |            |            |            |            |         |        |

#### 3 méteres szinkronugrás
| # | Ország        | Név                                        | Pontok |
| - | ------------- | ------------------------------------------ | ------ |
|   | Ausztrália    | Anabelle Smith / Maddison Keeney           | 309,66 |
|   | Kína          | Csü Lin / Cseng Csü-lin                    | 294,90 |
|   | Hollandia     | Uschi Freitag / Inge Jansen                | 277,80 |
| 4 | Mexikó        | Vianey Hernández / Daniela Ramírez         | 272,79 |
| 5 | Ukrajna       | Viktoria Kesar / Anastasiia Nedobiga       | 264,27 |
| 6 | Spanyolország | Elisa Casado Suela / Rocío Velázquez Rodan | 217,98 |

#### 10 méteres toronyugrás
| #  | Ország             | Név                         | Selejtező | Selejtező | Középdöntő | Középdöntő | Középdöntő | Középdöntő | Döntő   | Döntő  |
| #  | Ország             | Név                         | Selejtező | Selejtező | A          | A          | B          | B          | Döntő   | Döntő  |
| #  | Ország             | Név                         | Rangsor   | Pontok    | Rangsor    | Pontok     | Rangsor    | Pontok     | Rangsor | Pontok |
| -- | ------------------ | --------------------------- | --------- | --------- | ---------- | ---------- | ---------- | ---------- | ------- | ------ |
|    | Kína               | Zsen Csien                  | 2         | 376,20    | 1          | 358,05     |            |            | 1       | 405,85 |
|    | Kína               | Lien Csie                   | 1         | 376,30    |            |            | 1          | 359,65     | 2       | 392,35 |
|    | Ausztrália         | Rachel Bugg                 | 6         | 285,45    | 2          | 306,05     |            |            | 3       | 323,50 |
| 4  | Ausztrália         | Melissa Wu                  | 3         | 323,70    |            |            | 2          | 336,85     | 4       | 318,35 |
| 5  | Olaszország        | Bátki Noémi                 | 9         | 266,50    |            |            | 3          | 319,70     | 5       | 299,30 |
| 6  | Egyesült Királyság | Gemma McArthur              | 10        | 211,80    | 3          | 268,35     |            |            | 6       | 269,65 |
|    |                    |                             |           |           |            |            |            |            |         |        |
| 7  | Ukrajna            | Anna Krasnoshlyk            | 5         | 294,55    |            |            | 4          | 306,75     |         |        |
| 8  | Mexikó             | Alejandra Estrella Madrigal | 7         | 278,60    |            |            | 5          | 301,50     |         |        |
| 9  | Mexikó             | Carolina Mendoza            | 4         | 295,60    | 4          | 264,70     |            |            |         |        |
| 10 | Kanada             | Frederique Lalonde          | 8         | 268,75    | 5          | 221,80     |            |            |         |        |

#### 10 méteres szinkronugrás
| # | Ország     | Név                                            | Pontok |
| - | ---------- | ---------------------------------------------- | ------ |
|   | Kína       | Zsen Csien / Csi Si-jü                         | 331,44 |
|   | Ausztrália | Melissa Wu / Rachel Bugg                       | 292,44 |
|   | Mexikó     | Carolina Mendoza / Alejandra Estrella Madrigal | 261,72 |